# Étangs de Bassiès
Les étangs de Bassiès constituent un complexe lacustre d'une quinzaine d'étangs sur le territoire de la vaste commune d'Auzat, dans le département de l'Ariège, en France. 

## Géographie
L'ensemble lacustre des étangs de Bassiès est situé entre la vallée de Vicdessos et celle du Garbet, dans le Couserans. Le cirque lacustre des étangs de Bassiès s'étire sur un plateau granitique niché sur le flanc Nord de la pique Rouge de Bassiès (2 676 m). Cet ensemble lacustre comporte une quinzaine de lacs de toutes tailles dont les principaux sont :
- l'étang d'Escalès, surélevé par un barrage
- l'étang Long de Bassiès
- l'étang Majeur, surélevé par trois barrages
- l'étang du Pla de la Font
- l'étang Mort
- l'étang de Légunabens.

Leur surface varie de moins d'un hectare pour le plus petit à environ 21 hectares pour l'étang Majeur, le plus grand et aussi le plus profond (24 m environ).
Dans l'ensemble granitique de Bassiès, composé de monzogranites et granodiorites à biotites carbonifères (datant de 309 à 299 millions d’années), les traces des anciennes glaciations y sont particulièrement présentes et évidentes à observer.

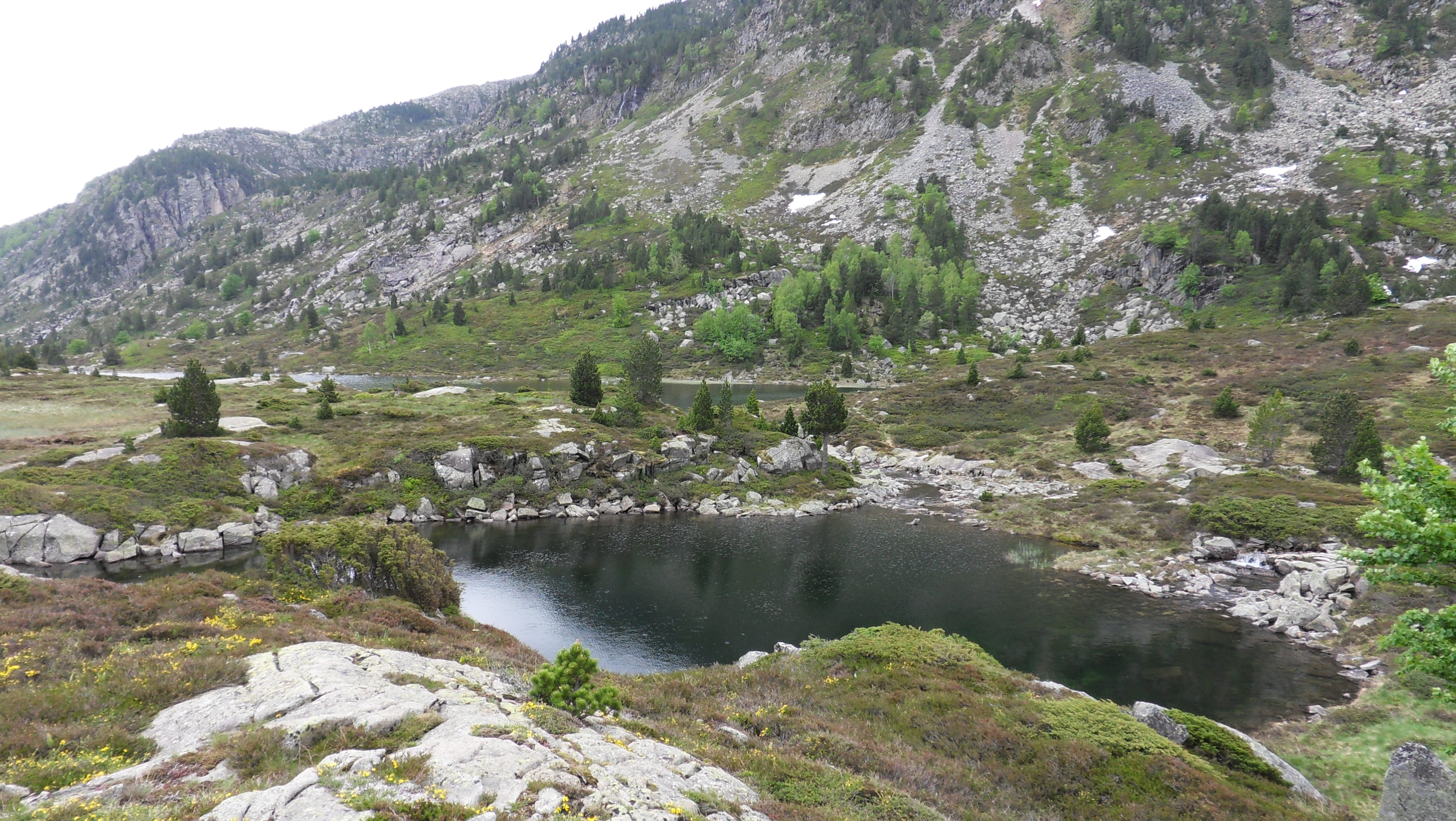
Les étangs de Bassiès, entre granite et pins à crochets.
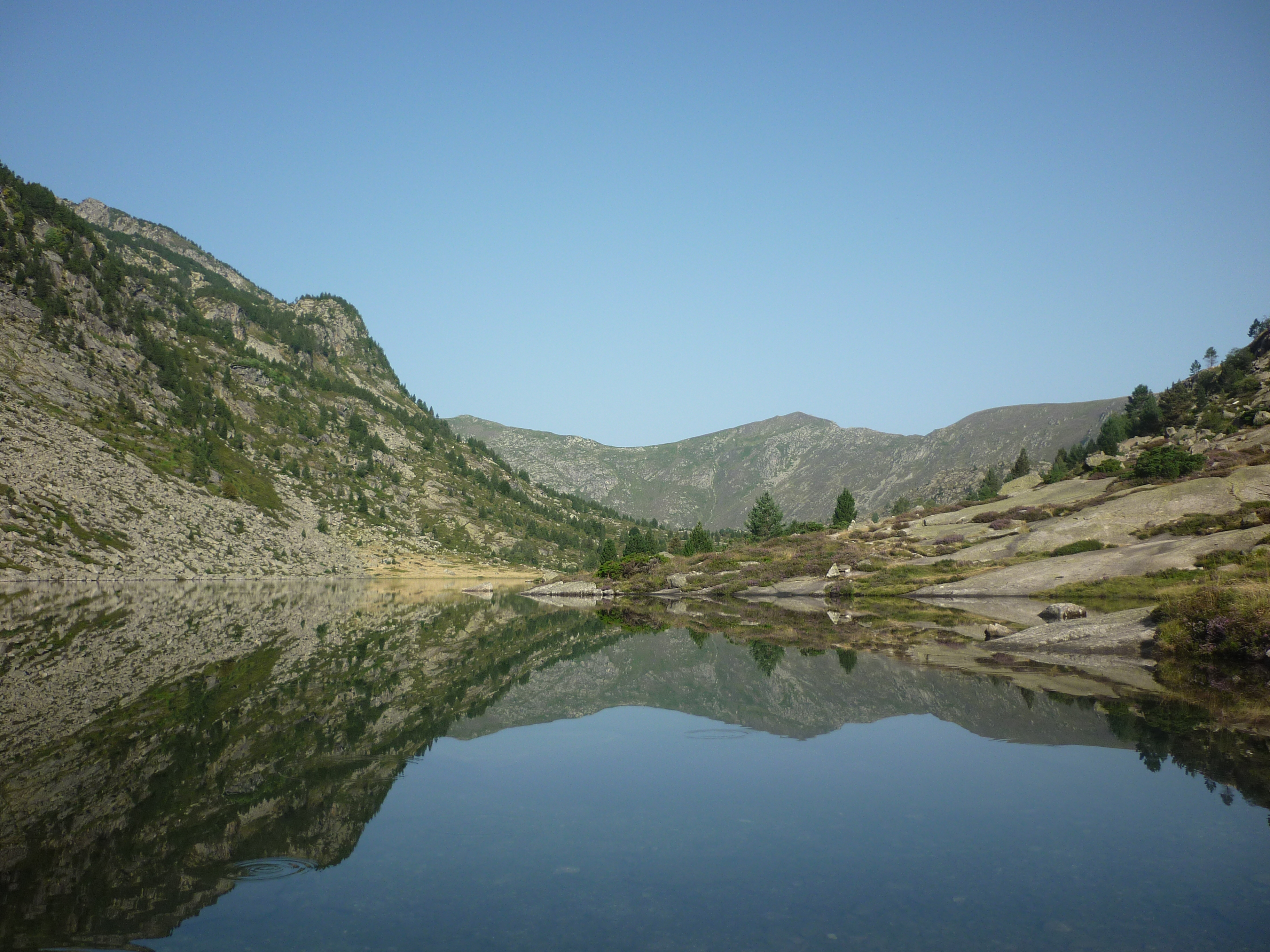
Vue du cirque de Bassiès depuis l'étang d'Escalès.
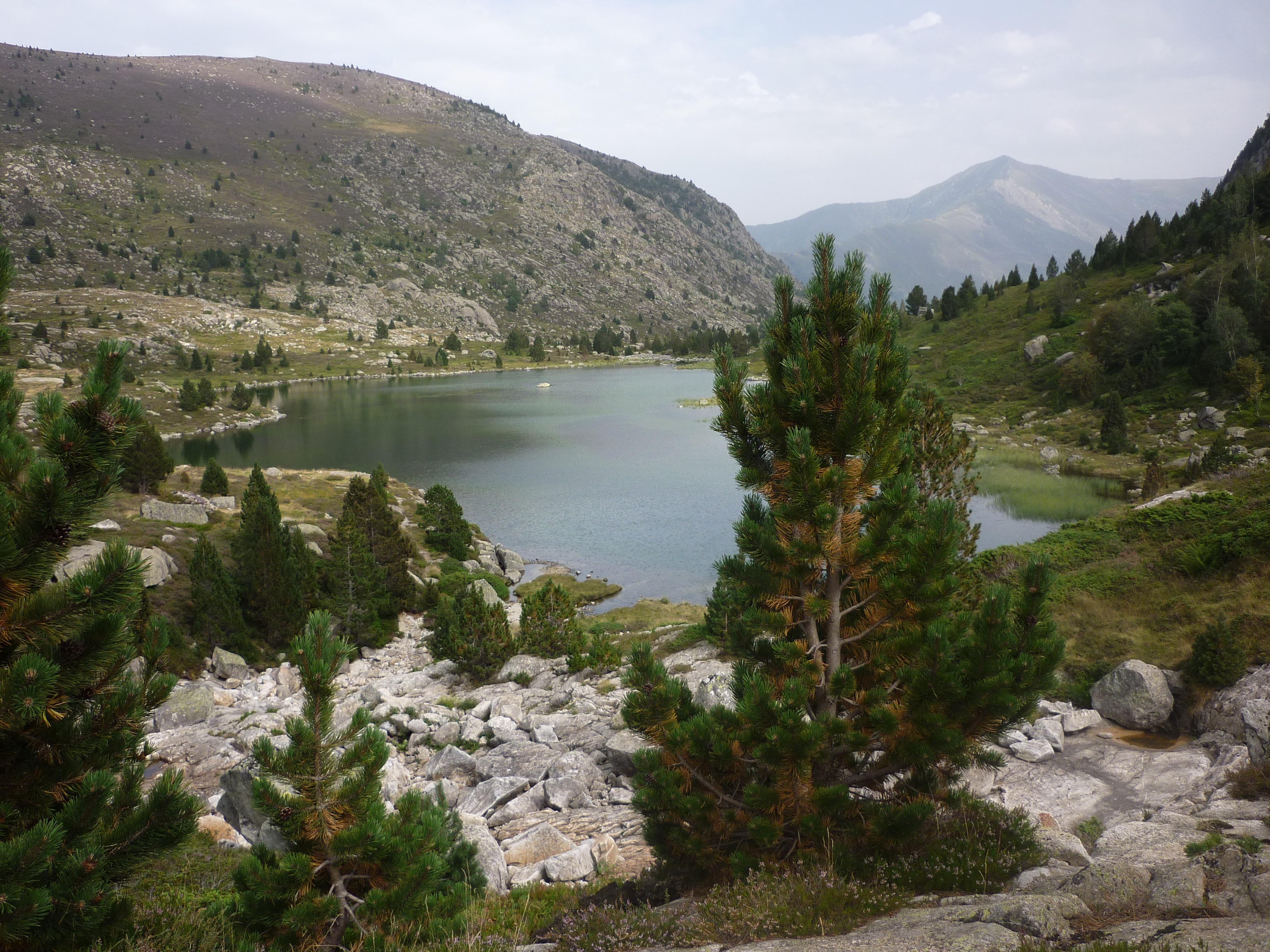
Vue de l'étang Long
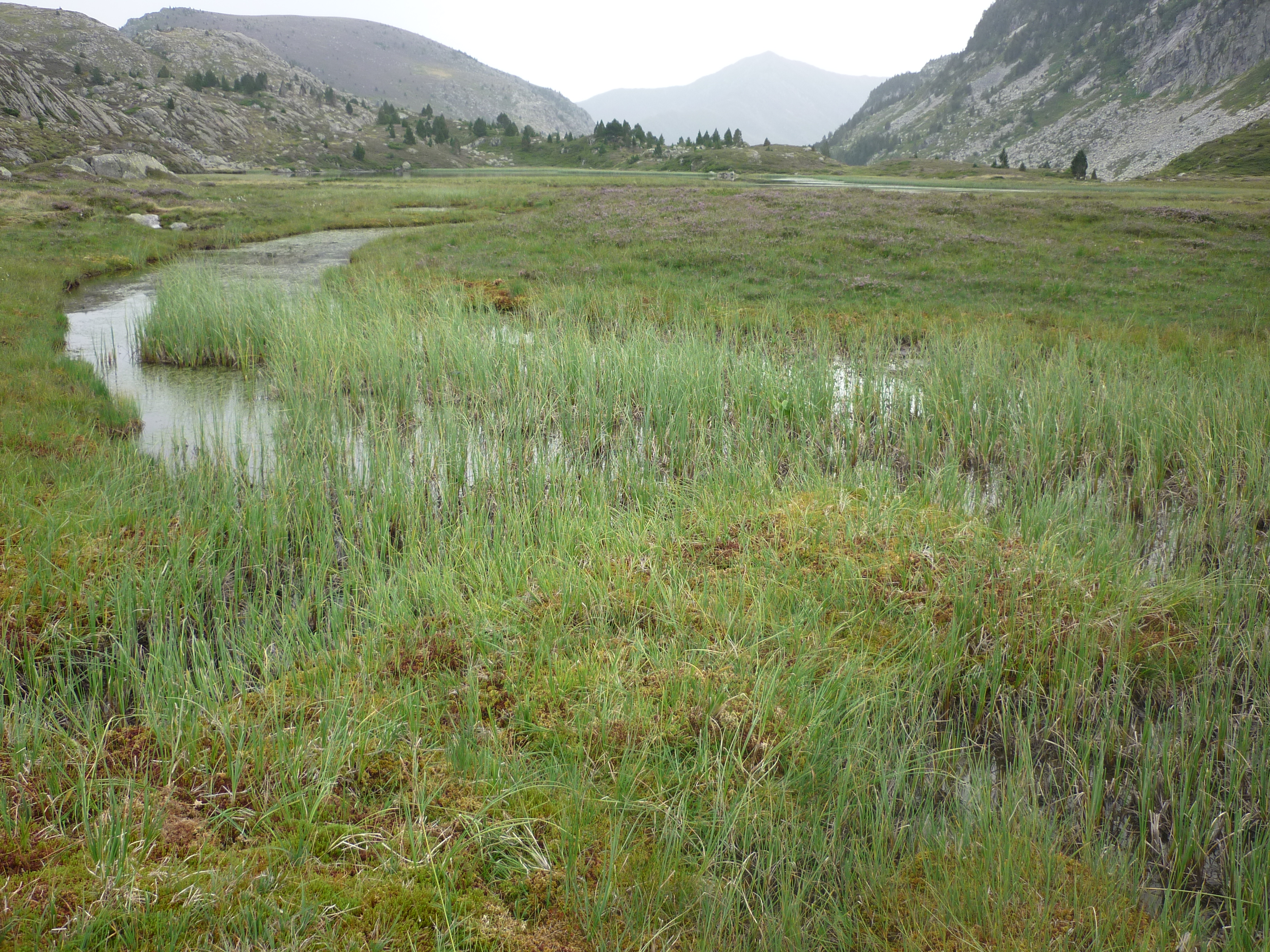
Tourbière du Pla de la Font à Bassiès.
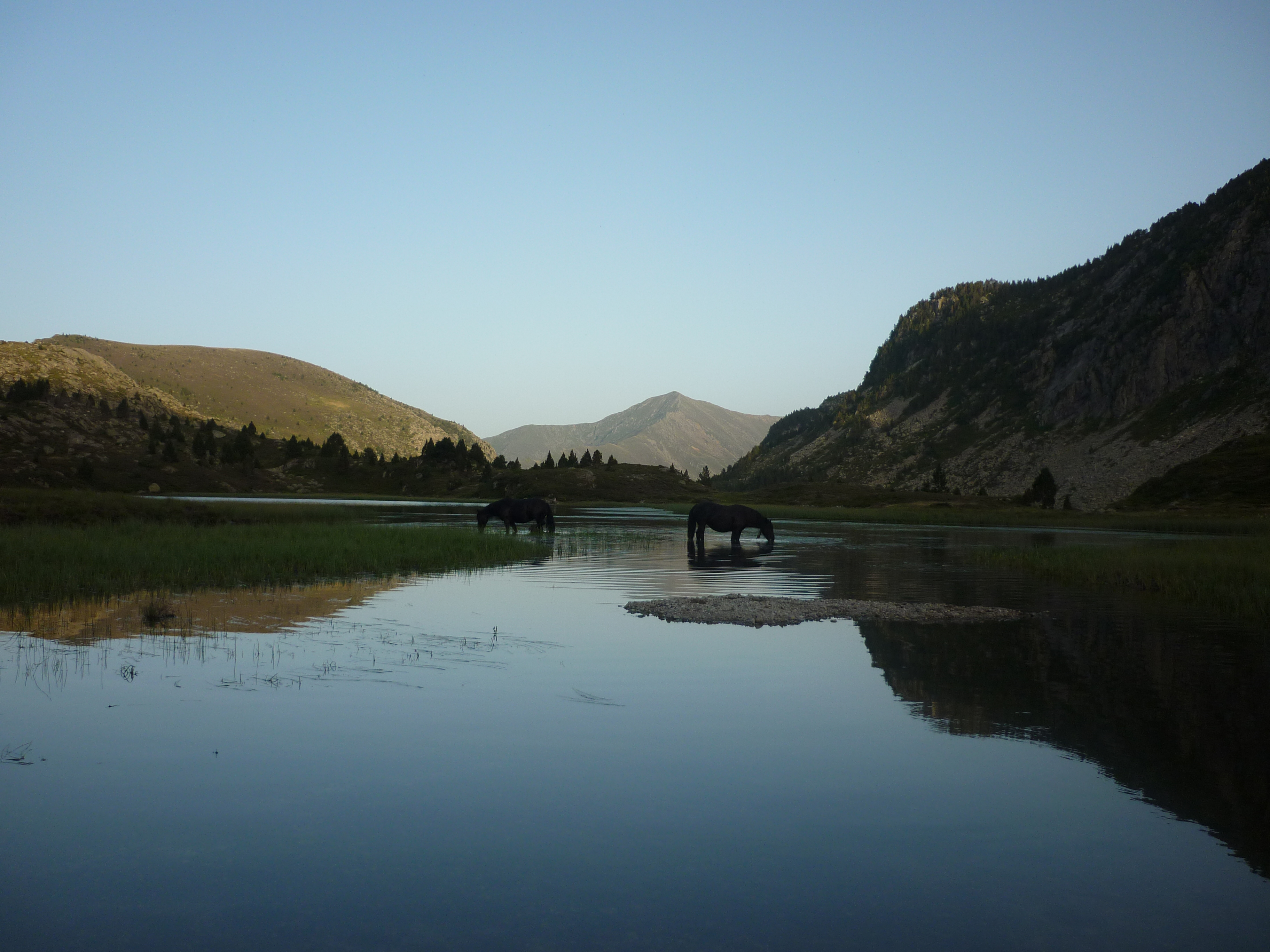
Etang du Pla de la Font à Bassiès (Auzat) et chevaux de Mérens.
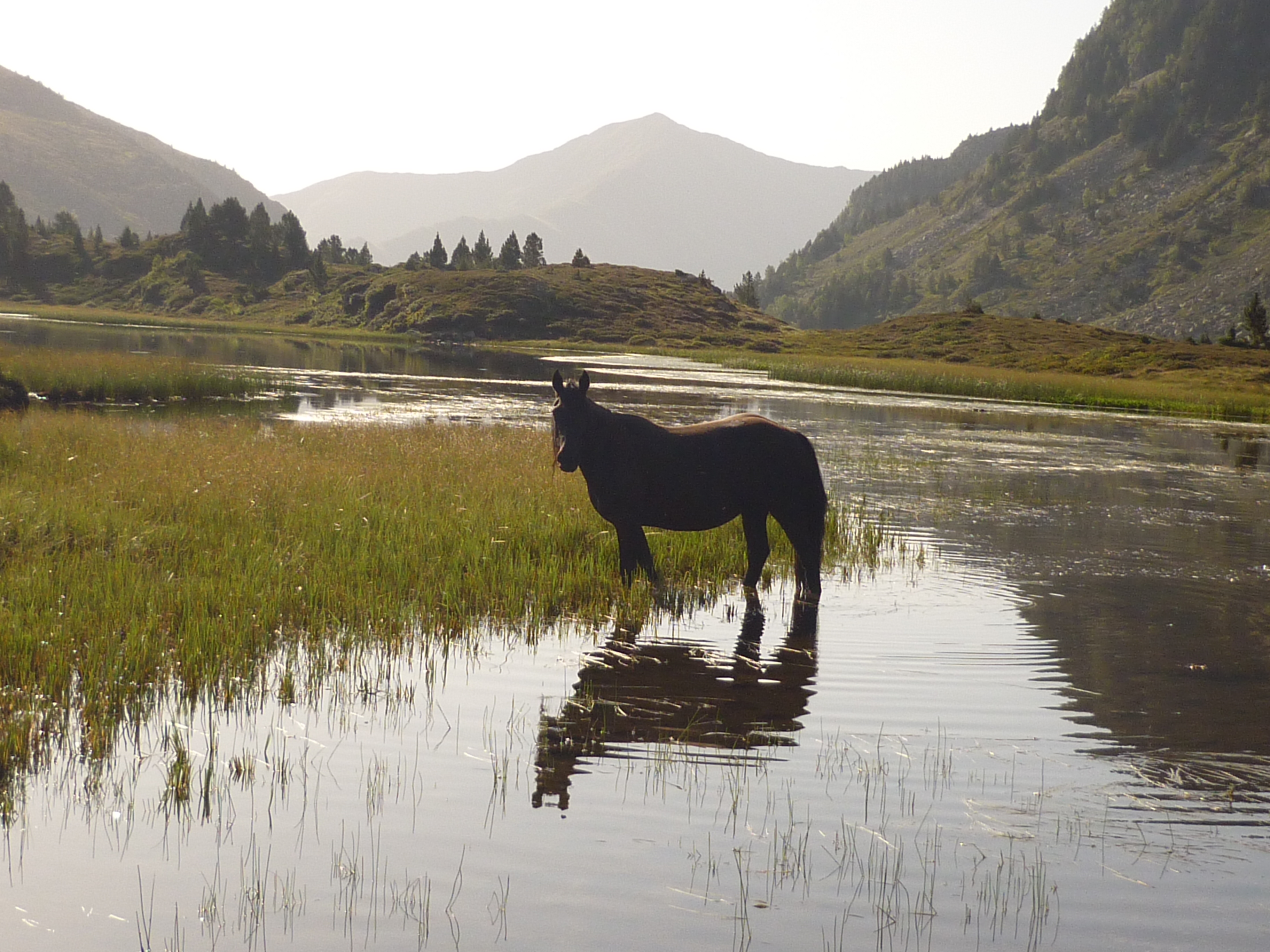
Cheval de Mérens aux étangs de Bassiès en été.

## Barrages
Les barrages des étangs d'Escalès et Majeur accroîssent le volume d'eau alimentant par une conduite forcée enterrée et le ruisseau de Bassiès la centrale hydroélectrique de Bassiès, située à 1 160 m,. 
- Hauteur de chute 419 m
- Débit 0.7 m³/s
- Puissance 3 MW
- Production annuelle 17 GWh

## Histoire
La centrale qui reçoit les eaux a été mise en service en 1914, lors du rachat du site de l'aluminerie d'Auzat par la Compagnie des Produits Chimiques d'Alais et de la Camargue qui deviendra Pechiney en 1950. Exploitée par EDF, elle a été rénovée en 2022.

## Protection
Dans la vallée de Vicdessos entre 1 594 m et 1 663 m d'altitude, ces étangs d'origine glaciaire se trouvent dans la zone naturelle d'intérêt écologique, faunistique et floristique de type 1 du Mont Garias, étangs et Pic Rouge de Bassiès, bois du Far d'une surface de 2585 hectares.
Plus spécifiquement, ce complexe constitue la réserve biologique dirigée des étangs de Bassiès gérée par l'Office national des forêts qui y mesure notamment l'expansion du pin à crochets (Pinus uncinata).

## Voies d'accès
Il y a deux accès recommandés pour se rendre aux étangs de Bassiès où se trouve le refuge de Bassiès gardé à la bonne saison, ils suivent le balisage du GR 10. Attention toutefois aux pierres glissantes, à la chaleur estivale et au risque d'orages violents en crêtes. La haute qualité environnementale de la faune protégée implique de ne pas laisser divaguer des chiens.

### Accès par Massada
Traverser Vicdessos, Auzat direction Marc par la RD 108 jusqu'à l'aire de Massada, spécialement aménagée pour les randonneurs et bien indiquée en bordure de route. Le départ est un peu en amont, en longeant la route départementale jusqu'au premier lacet. Le pont traversant le ruisseau de Vicdessos marque le départ de la randonnée (altitude 830 mètres). Le chemin s'élève en lacets serrés et rudes dans la forêt domaniale du Montcalm. Au-delà de la limite de la végétation forestière (1 450 m) la rampe devient moins forte ; elle se termine par la traversée d'un insolite pont de pierres sèches sur le ruisseau de Bassiès. Le premier étang rencontré est Escalès (1 594 m). Suivent une succession d'étangs et de zones humides jusqu'à l'étang Majeur et le refuge de Bassiès. Un passage en bois vers le refuge a été aménagé pour préserver les tourbières. Temps de marche : environ 4 heures.

### Accès par Coumebière
Le départ (altitude 1 400 m) se situe entre le port de Lers (depuis Vicdessos) et Aulus-les-Bains, sur la RD 18. L'aire de stationnement de Coumebière est sur la droite de la route et le départ juste en face de la route. Le chemin de randonnée monte en lacets sur le flanc ouest de la montagne jusqu'au port de Saleix (altitude 1 794 m), il continue au sud vers l'étang d'Alate puis se termine par la descente vers Bassiès : refuge (1 650 m) et étang Majeur (1 630 m). Temps de marche : environ 3 heures.

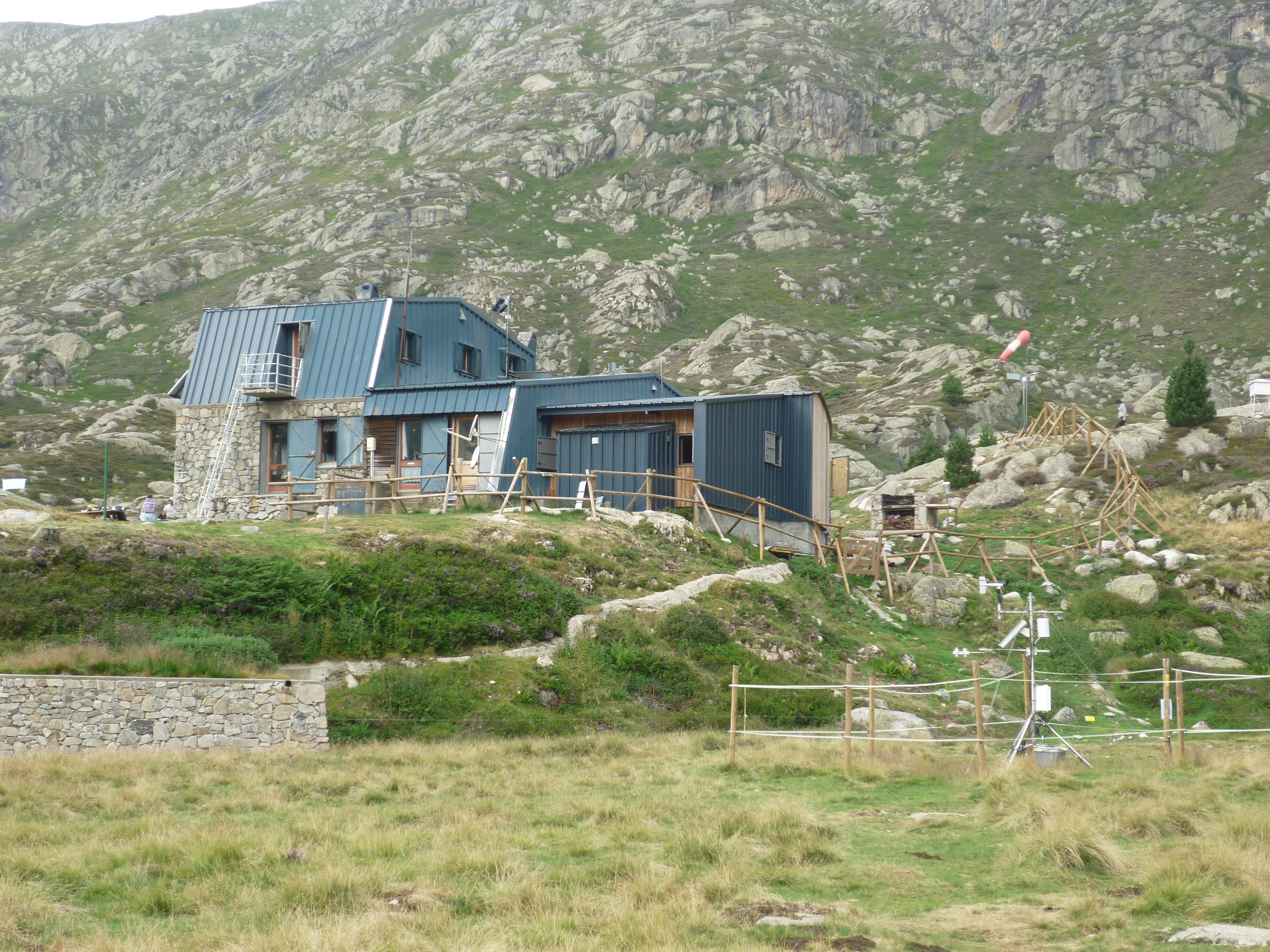
Refuge de Bassiès
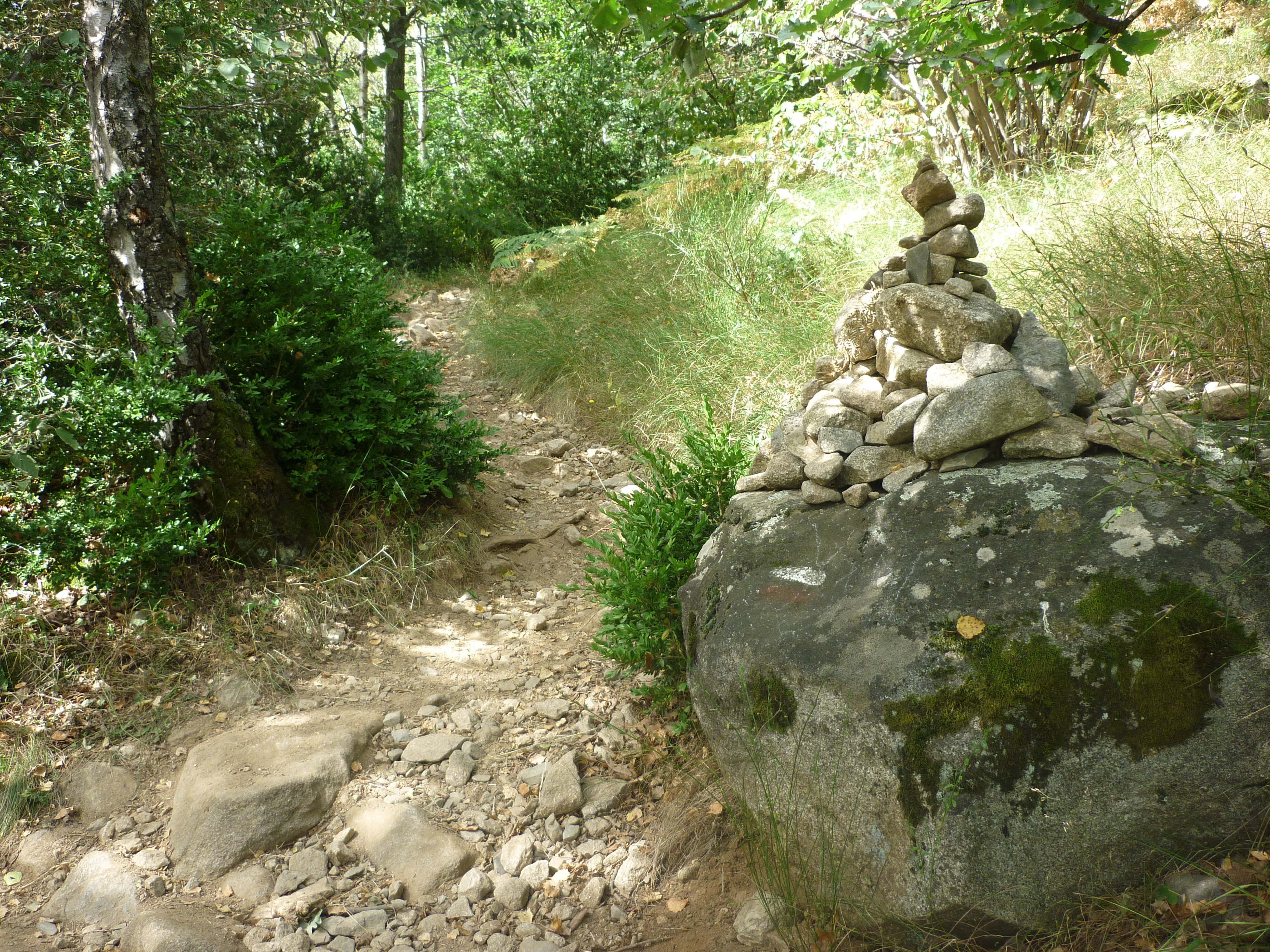
GR 10, balisage de l'accès à Bassiès
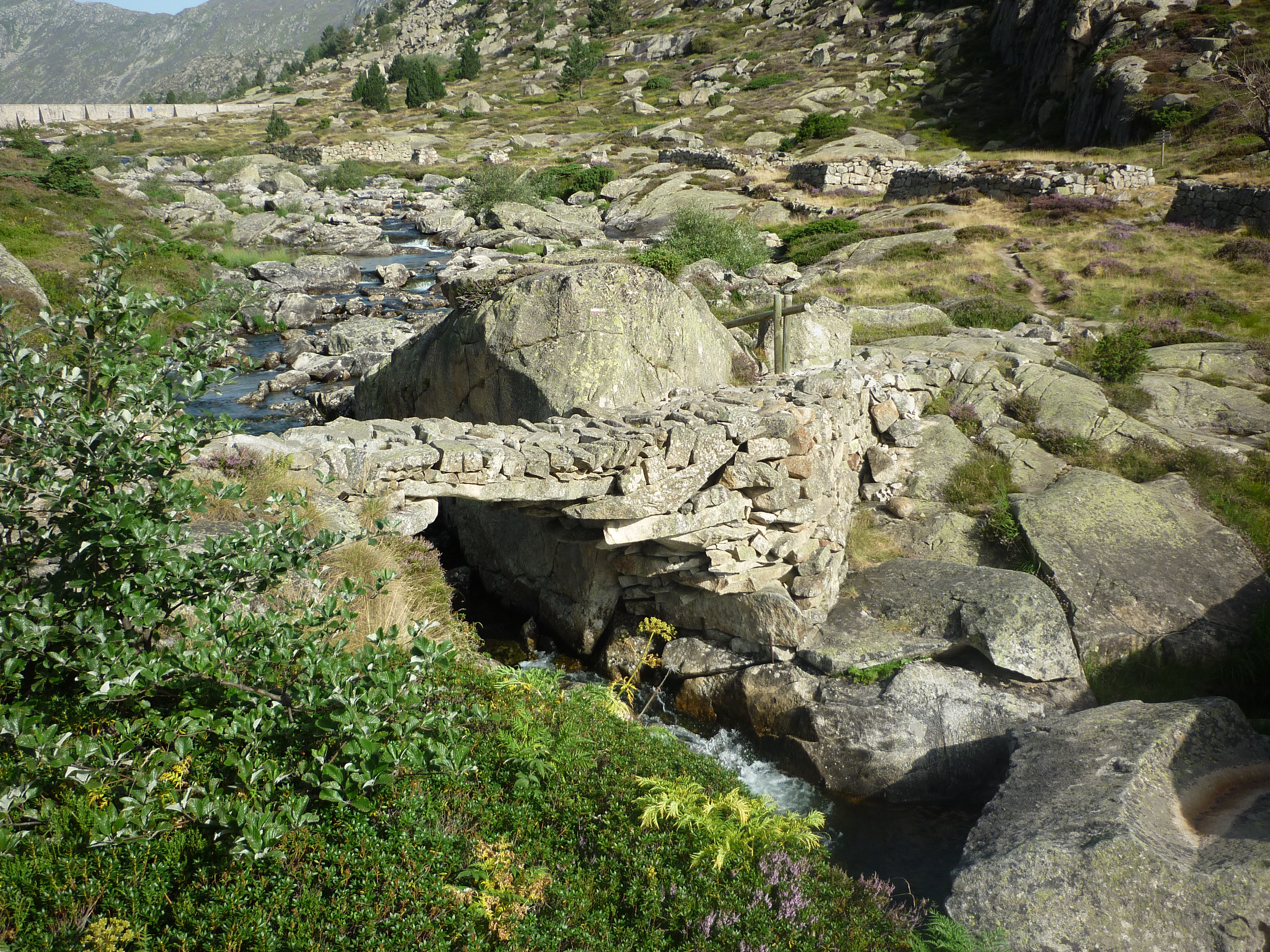
Pont du GR 10, traversée du ruisseau de Bassiès